# Jost Amman

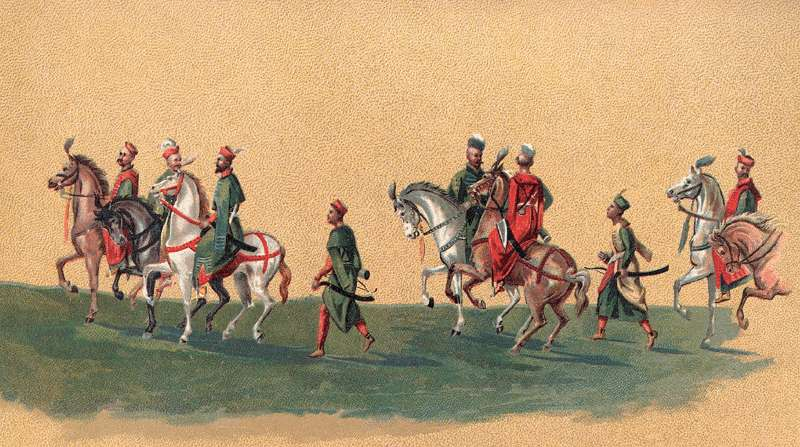
Jost Amman: Magyar nemesek menete Miksa nürnbergi bevonulásakor, 1570

Jost Amman (Zürich, 1539 körül – Nürnberg, 1591. március) festő, grafikus, rézmetsző. A neve előfordul Jost Amon és Jobst Amman alakban is.

## Munkássága
Számtalan fametszete kora kultúrtörténetének is értékes forrásai. Valószínűleg Zürichben vagy Bázelben volt tanonc, majd Franciaországban tanult. 1561-ben Nürnbergben telepedett le, ahol Virgil Solisszal dolgozott együtt, aki hamarosan meghalt. Amman mintegy 15 könyvet illusztrált. Dekoratív metszeteket is készített a nürnbergi felső rétegek tagjairól.
Turnierbuch (1566) és más fametszetekkel ellátott művei mellett a heraldika számára értékes Wappen- und Stammbuch (1589) című műve, mely 70 fametszetet tartalmaz. A főnemesi címerek mellett számos (főként nürnbergi) polgári címert is tartalmaz. A fametszeteken a vonalkázást árnyékolásra használta.

## Művei
- Georg Hirth, München, 1893
- Gynaeceum, sive theatrum mulierum, in quo praecipuarum ... nationum ... foemineos habitus videre est; kieg.  François Modius; hasonmás kiad.; Kossuth, Bp., 2005 (Amor librorum)

## Kapcsolódó szócikk
- Vonalkázás